# إيفان فائق يعقوب
إيفان فائق يعقوب جابرو هي سياسية عراقية كلدانية، ولدت في البصرة عام 1981، وحاصلة على بكالوريوس أحياء مجهرية من كلية العلوم في جامعة البصرة.
كانت مقيمة في الموصل قبل أن يسيطر تنظيم الدولة الإسلامية (داعش)، وبسبب ذلك نزحت إلى البصرة وأقامت في كرفان غرب مخيم للنازحين المسيحيين في منطقة مناوي باشا بالبصرة مع زوجها وأولادها. تعمل مسؤولة مكتبة مار أفرام ومسؤولة العلاقات بجمعية الفردوس الإنسانية وممثلة المرأة المسيحية في منتدى النساء القياديات في مجلس البصرة وممثلة المرأة المسيحية في مجلس مكونات العشائر، وقد حصلت على منصب سكرتير عام ملتقى نساء الأقليات في العراق.
خلال وجودها هنا في المدينة التي ولدت وكبرت فيها، استطاعت العمل في المجال الإنساني والتطوعي وتمكين المرأة. وما زالت تحاضر في ورشات عمل خاصة بالنساء المعنفات ومن تضررن وأصبحن من ضحايا الإرهاب.
نشطت في مجال منظمات المجتمع المدني، وعملت مستشارة محافظ نينوى لشؤون المكونات.
اختيرت وزيرة للهجرة والمهجرين في حكومة مصطفى الكاظمي بتاريخ 6 حزيران 2020، وكذلك في حكومة محمد شياع السوداني عام 2022.